# Giuseppe Signori (giornalista)
Giuseppe Signori (1913 – Milano, 8 settembre 2002) è stato un giornalista italiano, specialista di pugilato e di vela.
Insieme a Davide Lajolo ha fondato la redazione sportiva del'Unità; in seguito ha collaborato con Il campione e Vela e Motori. Era il padre di Riccardo, anch'egli giornalista sportivo.

## Opere
- Angeli e demoni del ring: da Carnera a Cassius Clay, Prato, Viridiana, 1967
- K.O.: storia, avventure e segreti del pugilato mondiale, Milano, Arnoldo Mondadori Editore, 1978

## Riconoscimenti
- 1960 - Premiolino, «per l'articolo Sette pallottole per Bummy Davis»[1]